# 감송
감송(甘松, 학명: Nardostachys jatamansi)은 인동과 마타리아과 감송속에 속한 식물이다. 뿌리줄기를 캐어 한약으로 쓰며, 향수로도 가공된다. 현재 환경 파괴에 따라 몹시 보기드문 식물이 되었다.